# Castillo de Orpí
El Castillo de Orpí es un castillo del municipio de Orpí, comarca de Noya, Cataluña. Se encuentra intacto y en buen estado.
Actualmente se ha convertido en un campesinado y se conserva una torre poligonal insertada dentro de la masía. Es una torre del homenaje de seis lados, pero con dos caras casi fusionadas y tendentes a la forma curvilínea. También permanece la puerta de acceso, adintelada, que hay en la cara norte.

## Ubicación
Se encuentra situado sobre el risco del torrente del Morey, junto a la iglesia de San Miguel de Orpí, que fue la antigua capilla del castillo.

## Historia
El castillo es mencionado por primera vez en enero de 987 como «castro Auripini» y es probable que el nombre del castillo de Orpí proceda de un nombre personal («Orpino»). El 1005, la vizcondesa Geriberga dio al cenobio de San Cugat del Vallés unos alodios que ella poseía en el condado de Barcelona en término del castillo de Claramunt y también del «castro Orpino». La firma de «Guillelmi de Orpi» comparece en la escritura de la cesión que Guerau, hijo de Guillermo de Montagut, hizo al monasterio de Santes Creus. El historiador Fort i Cogul considera señora, o al menos castellana del castillo de Orpí a la familia Castellar que lo tuvo enfeudado de 1199 a 1252.
En 1312 se estableció que la familia Orpí tuviera la castellanía mayor y los vizcondes de Cardona la señoría jurisdiccional. En 1375 el castillo de Orpí formó parte del condado de Cardona erigido por el rey Pedro IV de Aragón el Ceremonioso. En el siglo XV fue enfeudado por los Sallent, pasó a la familia aragonesa Ortal, en 1677 fue comprado por Joan Serrals y fue heredado por Padrón.
Finalmente, el nombre del castillo de Orpí se mencionado el año 1714 con motivo de la campaña de las fuerzas catalanas. El marqués del Poal había dispuesto el alojamiento de tropa. En aquella guerra de Sucesión Orpí fue bombardeado por las fuerzas borbónicas.